# Liste des conférences universitaires de la NAIA
Cette liste concerne les conférences universitaires de la National Association of Intercollegiate Athletics (NAIA).

## Conférences avecfootball américain
| Conférence                             | Surnom   | Fondation | Sports | Siège                     | Carte |
| -------------------------------------- | -------- | --------- | ------ | ------------------------- | ----- |
| Central States Football League         | CSFL     | 2000      | 1      | Waco, Texas               |       |
| Frontier Conference                    | Frontier | 1952      | 16     | Billings, Montana         |       |
| Great Plains Athletic Conference       | GPAC     | 1969      | 19     | Sioux City, Iowa          |       |
| Heart of America Athletic Conference   | HAAC     | 1971      | 20     | Overland Park, Kansas     |       |
| Indépendants NAIA (football américain) | -        | -         | 1      | -                         | -     |
| Kansas Collegiate Athletic Conference  | KCAC     | 1928      | 21     | Wichita, Kansas           |       |
| Mid-South Conference                   | MSC      | 1995      | 22     | Louisville, Kentucky      |       |
| Mid-States Football Association        | MSFA     | 1993      | 1      | Findlay, Ohio             |       |
| North Star Athletic Association        | NSAA     | 2013      | 18     | Jamestown, Dakota du nord |       |
| Sun Conference                         | The Sun  | 1990      | 16     | Daytona Beach, Floride    |       |

## Conférences sans football américain
| Conférence                                 | Surnom | Fondation | Sports | Siège                          | Carte |
| ------------------------------------------ | ------ | --------- | ------ | ------------------------------ | ----- |
| American Midwest Conference                | AMC    | 1998      | 17     | St. Louis, Missouri            |       |
| Appalachian Athletic Conference            | AAC    | 1985      | 19     | Asheville, Caroline du nord    |       |
| California Pacific Conference              | CalPac | 1996      | 10     | Oakland, Californie            |       |
| Cascade Collegiate Conference              | CCC    | 1988      | 13     | Clackamas, Oregon              |       |
| Chicagoland Collegiate Athletic Conference | CCAC   | 1949      | 16     | Milwaukee, Wisconsin           |       |
| Crossroads League                          | CL     | 1959      | 15     | Hartford City, Indiana         |       |
| Golden State Athletic Conference           | GSAC   | 1986      | 13     | Irvine, Californie             |       |
| HBCU Athletic Conference                   | HBCUAC | 1981      | 16     | La Nouvelle-Orléans, Louisiane |       |
| Indépendants NAIA                          | -      | -         | 21     | -                              |       |
| Red River Athletic Conference              | RRAC   | 1998      | 15     | Dallas, Texas                  |       |
| River States Conference                    | RSC    | 1916      | 15     | Florence, Kentucky             |       |
| Sooner Athletic Conference                 | SAC    | 1978      | 15     | Oklahoma City, Oklahoma        |       |
| Southern States Athletic Conference        | SSAC   | 1999      | 15     | Atlanta, Georgie               |       |
| Wolverine–Hoosier Athletic Conference      | WHAC   | 1992      | 21     | Livonia, Michigan              |       |